# Тассулло
Тассулло (італ. Tassullo) — колишній муніципалітет в Італії, у регіоні Трентіно-Альто-Адідже,  провінція Тренто. З 1 січня 2016 року Тассулло є частиною новоствореного муніципалітету Вілле-д'Анаунія.
Тассулло розташоване на відстані близько 510 км на північ від Рима, 31 км на північ від Тренто.
Населення — 1907 осіб (2014).
Щорічний фестиваль відбувається 15 серпня. Покровителька — Богородиця Небовзята.

## Демографія
Населення за роками:

Станом на 31 грудня 2014 року в муніципалітеті офіційно проживало 130 іноземців з 16 країн, серед них 66 громадян країн Євросоюзу та 5 громадян України.

## Сусідні муніципалітети
- Клес
- Нанно
- Санцено
- Таїо
- Туенно